# 若月秀和
若月 秀和（わかつき ひでかず、1970年 - ）は、日本の国際政治学者、北海学園大学法学部教授。専門は日本政治外交史。
1993年同志社大学法学部政治学科卒業、2002年立教大学大学院法学研究科博士課程修了、博士（政治学）を取得。立教大学法学部助手（2002-2003年）、吉川宏の後任として、2003年北海学園大学法学部専任講師。2007年同准教授、2009年大学院法学研究科修士課程担当、2011年より現職。2017年大学院博士後期課程担当。2020年法学部長（‐2023年）。

## 著書

### 単著
- 『「全方位外交」の時代――冷戦変容期の日本とアジア 1971-80年』（日本経済評論社、2006年）
- 『現代日本政治史 〈4〉 大国日本の政治指導 1972-89』（吉川弘文館、2012年）
- 『冷戦の終焉と日本外交 鈴木・中曽根・竹下政権の外政1980～1989年』叢書「21世紀の国際環境と日本」千倉書房（2017年）

### 共編
- 中江要 （服部龍二ほか編）『アジア外交動と静 ― 元中国大使中江要介オーラルヒストリ－』（蒼天社出版、2010年）
- 中曾根康弘 （中島琢磨ほか編）『中曾根康弘が語る「戦後日本外交史』（新潮社、2012年）

## 論文
- 「日中平和友好条約の締結――国際環境における不安定化の中での決断」『法学政治学論究』42号（1999年）
- 「1970年代末の日本外交――米ソ新冷戦の流れに抗して」The Journal of Pacific Asia6号（2000年）
- 「福田ドクトリン――ポスト冷戦外交の『予行演習』」日本国際政治学会編『国際政治』125号（2000年）
- 「ベトナム戦争終結と試行錯誤の日本外交」北海学園大学法学部編『変容する世界と法律・政治・文化――北海学園大学法学部40周年記念論文集（下）』（北海学園大学法学部, 2007年）